# Pseudometopia sculptilis
Pseudometopia sculptilis är en insektsart som först beskrevs av Henry Fairfield Osborn 1926.  Pseudometopia sculptilis ingår i släktet Pseudometopia och familjen dvärgstritar. Inga underarter finns listade i Catalogue of Life.